# Comuna Orlivka, Novhorod-Siverskîi
Orlivka (în ucraineană Орлівка) este o comună în raionul Novhorod-Siverskîi, regiunea Cernihiv, Ucraina, formată din satele Krasne, Lomanka, Orlivka (reședința) și Zelenîi Hai.

## Demografie
Componența lingvistică a comunei Orlivka
     Ucraineană (97,29%)
     Rusă (2,71%)
Conform recensământului din 2001, majoritatea populației comunei Orlivka era vorbitoare de ucraineană (97,29%), existând în minoritate și vorbitori de rusă (2,71%).